# Бакланичный
Бакланичный (укр. Бакланічний) — мыс на северо-востоке Керченского полуострова на территории Ленинского района (Крым). На берегу Азовского моря.  Расположен непосредственно восточнее села Осовины.
У берега расположены подводные и надводные камни. Мыс Бакланичный расположен на юго-восток от мыса Хрони, в непосредственной близости расположены мысы Голубиный (севернее) и Борзовка (южнее).
К мысу подходит дорога с твёрдым покрытием, где расположен рыбный промысел.